# 阿根廷牙漢魚
阿根廷牙漢魚，為輻鰭魚綱銀漢魚目擬銀漢魚科的其中一種，分布於南美洲巴西南部、阿根廷、烏拉圭海域、半鹹水域，為亞熱帶海水魚，深度0-18公尺，體長可達42.1公分，棲息在沿海表層水域，生活習性不明。